# یواس‌اس کرسر (اس‌اس-۴۳۵)
یواس‌اس کرسر (اس‌اس-۴۳۵) (به انگلیسی: USS Corsair (SS-435)) یک زیردریایی بود که طول آن ۳۱۱ فوت ۹ اینچ (۹۵٫۰۲ متر) بود. این زیردریایی در سال ۱۹۴۶ ساخته شد.